# Kim Young-su
Kim Young-su (* 5. März 1972) ist ein südkoreanischer Fußballschiedsrichter. Er ist seit 2014 K-League-Schiedsrichter und pfeift Spiele der K League Classic und der K League Challenge.